# Daniel Larsen
Daniel Larsen es un matemático estadounidense conocido por resolver una conjetura de 1994 de William Robert Alford, Andrew Granville y Carl Pomerance sobre la distribución de los números de Carmichael, comúnmente conocido como el postulado de Bertrand para los números de Carmichael.

## Infancia y educación
Hijo de Michael J. Larsen y Ayelet Lindenstrauss, creció en Bloomington, Indiana. Tenía un gran interés en las matemáticas cuando era niño, inspirado por la formación matemática de sus padres. Su padre organizó un círculo de matemáticas cuando era más joven que enseñaba matemáticas los fines de semana a los niños del vecindario y Larsen asistió a pesar de tener solo cuatro años. También tenía un gran interés en otros proyectos, aprendió violín a los 5 años y piano a los 6, además de practicar la resolución de configuraciones más grandes de cubos de Rubik y diseñar su propio robot clasificador de monedas hecho con bloques de Lego. Compitió en el Scripps National Spelling Bee dos veces mientras estaba en la escuela secundaria, aunque nunca llegó a la ronda final del concurso de deletreo.
Mientras asistía a Bloomington High School South, se convirtió en el colaborador aceptado más joven del crucigrama de The New York Times en febrero de 2017 y terminó enviando 11 crucigramas aprobados antes de graduarse de la escuela secundaria. Aplicó y se convirtió en finalista en la búsqueda de talentos científicos de Regeneron de 2022 por su investigación publicada sobre los números de Carmichael y finalmente ganó el cuarto lugar en la competencia. En el otoño de 2022, comenzó a asistir a la universidad en el Instituto de Tecnología de Massachusetts (MIT).

## Carrera e investigación
Durante su adolescencia, después de ver un documental sobre Yitang Zhang, Larsen se interesó por la teoría de los números y, en particular, por la conjetura de los números primos gemelos. El posterior fortalecimiento del método de Zhang por parte de James Maynard y Terence Tao no mucho después reavivó su deseo de comprender mejor las matemáticas involucradas, pero lo encontró demasiado complejo en ese momento y no fue hasta que leyó un artículo en febrero de 2021 sobre los números de Carmichael que obtuvo una idea de los fundamentos del problema. Ese mismo año, en noviembre, Larsen publicó un artículo titulado «Postulado de Bertrand para los números de Carmichael», en el repositorio de acceso abierto arXiv que hizo una prueba más consolidada del postulado de Maynard y Tao pero involucrando a los números de Carmichael en la conjetura de los números primos gemelos e intentando acortar la distancia entre los números según el postulado de Bertrand. Luego envió por correo electrónico una copia del artículo al matemático Andrew Granville y a otras personas involucradas en la investigación de la teoría de números. El artículo se publicó más tarde en la revista International Mathematics Research Notices.